# Filipe Teixeira
Filipe Teixeira, właśc. Filipe de Andrade Teixeira (ur. 2 października 1980 w Paryżu) – portugalski piłkarz występujący na pozycji pomocnika.

## Kariera piłkarska

### Kariera klubowa
W 1998 rozpoczął karierę piłkarską w portugalskim trzecioligowym klubie FC Felgueiras. W 2001 przeszedł do francuskiego FC Istres, skąd w następnym roku był zaproszony do Paris Saint-Germain F.C., ale przez wysoką konkurencję nieczęsto wychodził na boisko w składzie pierwszej drużyny, dlatego był wypożyczony do União Leiria, a w 2005 sprzedany do Académici Coimbra. 17 lipca 2007 podpisał 3-letni kontrakt z angielskim klubem West Bromwich Albion F.C.. Na początku 2010 został wypożyczony do Barnsley F.C. Po wygaśnięciu kontraktu z angielskim klubem podpisał 2-letni kontrakt z ukraińskim Metałurhiem Donieck. Następnie został wypożyczony do FC Brașov. Latem 2011 został zawodnikiem Rapidu Bukareszt. W 2013 roku grał w Nadi asz-Szab, a następnie przeszedł do klubu Petrolul Ploeszti. W 2015 został zawodnikiem klubu Astra Giurgiu, a w 2017 roku - Steauy Bukareszt.